# Cá bớp
Cá bớp hay cá bóp, cá giò (danh pháp khoa học: Rachycentron canadum), là một loài cá biển đại diện duy nhất của chi Rachycentron và họ Rachycentridae. Họ Rachycentridae theo truyền thống xếp trong bộ Cá vược (Perciformes), nhưng gần đây được cho là xếp trong bộ Cá khế (Carangiformes) của nhóm Carangimorphariae (= Carangimorpha / Carangaria).

## Phân bố và môi trường sống
Cá bớp thường đơn độc, ngoại trừ quy tụ để sinh sản hàng năm, và đôi khi nó sẽ tụ tập tại các rạn san hô, xác tàu, bến cảng, phao, và ốc đảo. Nó là cá nổi, nhưng nó có thể đi vào cửa sông và rừng ngập mặn để tìm kiếm con mồi.
Nó được tìm thấy trong vùng biển nhiệt đới ấm Tây và Đông Đại Tây Dương, khắp Caribe, và ở Ấn Độ Dương - tây Thái Bình Dương. Nó là sinh vật rộng nhiệt (eurythermal), tức là chịu đựng một phạm vi nhiệt độ rộng, từ 1,6-32,2 °C. Nó cũng là sinh vật rộng muối (euryhaline), sống ở độ mặn 5 tới 44,5 ppt.

## Sinh thái
Cá bớp ăn chủ yếu cua, mực và cá. Nó sẽ theo loài động vật lớn như cá mập, rùa và cá đuối để ăn thức ăn thừa. Nó là một loài cá rất tò mò, thể hiện chút sợ hãi với tàu thuyền.
Các loài ăn thịt cá bớp trong tự nhiên không nhiều, nhưng cá nục heo cờ (Coryphaena hippurus) được biết đến ăn thịt cá chưa trưởng thành và cá mập mako vây ngắn (Isurus oxyrinchus) ăn cá trưởng thành.
Cá bớp thường bị ký sinh bởi giun tròn, sán lá, sán, copepoda, động vật đầu móc.

## Loài tương tự
Cá bớp giống với họ hàng gần, với cá ép của họ Echeneidae nhưng thiếu đầu hút của cá ép.